# Angelo Musco
Angelo Musco, né le 18 octobre 1872 à Catane (Sicile) et mort le 6 octobre 1937 à Milan (Lombardie), est un acteur italien.

## Biographie
Angelo Musco naît dans une famille modeste de Catane. Initié à plusieurs métiers mais attiré par la scène, il fait ses débuts en chantant A musca à l'âge de quinze ans dans un théâtre de marionnettes.
Il commence à travailler comme chanteur et macchiettista, à Catane et à travers la Sicile. A seize ans, le comédien Giuseppe Santoro l'engage au théâtre Goldoni de Messine, dans lequel il joue les comédies napolitaines adaptées en sicilien et improvise selon l'actualité. À la mort de Santoro, il accepte un contrat avec une compagnie d'opérettes et de vaudevilles en Sicile, mais retourne rapidement à Messine pour se consacrer à la chanson et au transformisme. Il rencontre Rosina Anselmi, qui devient sa partenaire.
En 1899, Musco est engagé au Teatro Machiavelli par Giovanni Grasso avec Rosina Anselmi. En 1903, la compagnie jour au Teatro Argentina de Rome. La même année, Angelo Musco commence à collaborer avec Nino Martoglio avec qui il met en scène Figlia di Jorio de Gabriele D'Annunzio traduite en sicilien par Giuseppe Antonio Borgese, crée San Giovanni decollato de Martoglio, monte Dal tuo al mio de Giovanni Verga, Lu cavaleri Pidagna de Luigi Capuana et Madre, première comédie de Pier Maria Rosso di San Secondo. Il tourne en Italie, à Berlin, Budapest, Bucarest, Moscou, Saint-Pétersbourg et en Amérique du Sud.
En 1914, Angelo Musco devient chef de sa troupe, la Comica compagnia siciliana del cavalier Angelo Musco, qui rencontre le succès en présentant à Catane I Ficicchia, librement adapté de la traduction de Capuana de Rantzau d'Erckmann-Chatrian. Pour mieux coller à sa personnalité, il adapte Paraninfo de Capuana et joue au Teatro dei Filodrammatici de Milan. Renato Simoni écrit alors : « C'est un comique irrésistible : il a le secret de faire rire les gens comme peu le font. Tout en lui suscite l'hilarité : son visage plein d'expression et de mobilité, sa voix, ses gestes […] il montre, il est vrai, qu'il prend plaisir à sa propre comédie mais quand, sans en abuser, il veut rester dans la comédie pure, il y reste avec une telle grâce et une telle mesure ». Il joue également avec succès à Florence et Rome.
Après la Première Guerre mondiale, il fait évoluer son répertoire, en mettant en scène Lumìe di Sicilia, Pensaci Giacomino, Liolà, Il berretto a sonagli et La giara de Luigi Pirandello.
Sa notoriété est utilisée par l'industrie du cinéma sonore naissant notamment à travers les films L'eredità dello zio buonanima, Pensaci, Giacomino, San Giovanni decollato, Cinque a zero ou Il paraninfo.
Musco meurt à l'issue d'une représentation au Teatro Olimpia de Milan.

## Filmographie
- 1932 : Cinque a zero
- 1934 : Paraninfo
- 1934 : L'eredita dello zio buonanima
- 1935 : Fiat voluntas dei
- 1936 : Lo smemorato
- 1936 : Re di denari d'Enrico Guazzoni
- 1936 : L'aria del continente
- 1937 : Pensaci, Giacomino !
- 1937 : Gatta ci cova
- 1937 : Il feroce Saladino